# Civitaluparella

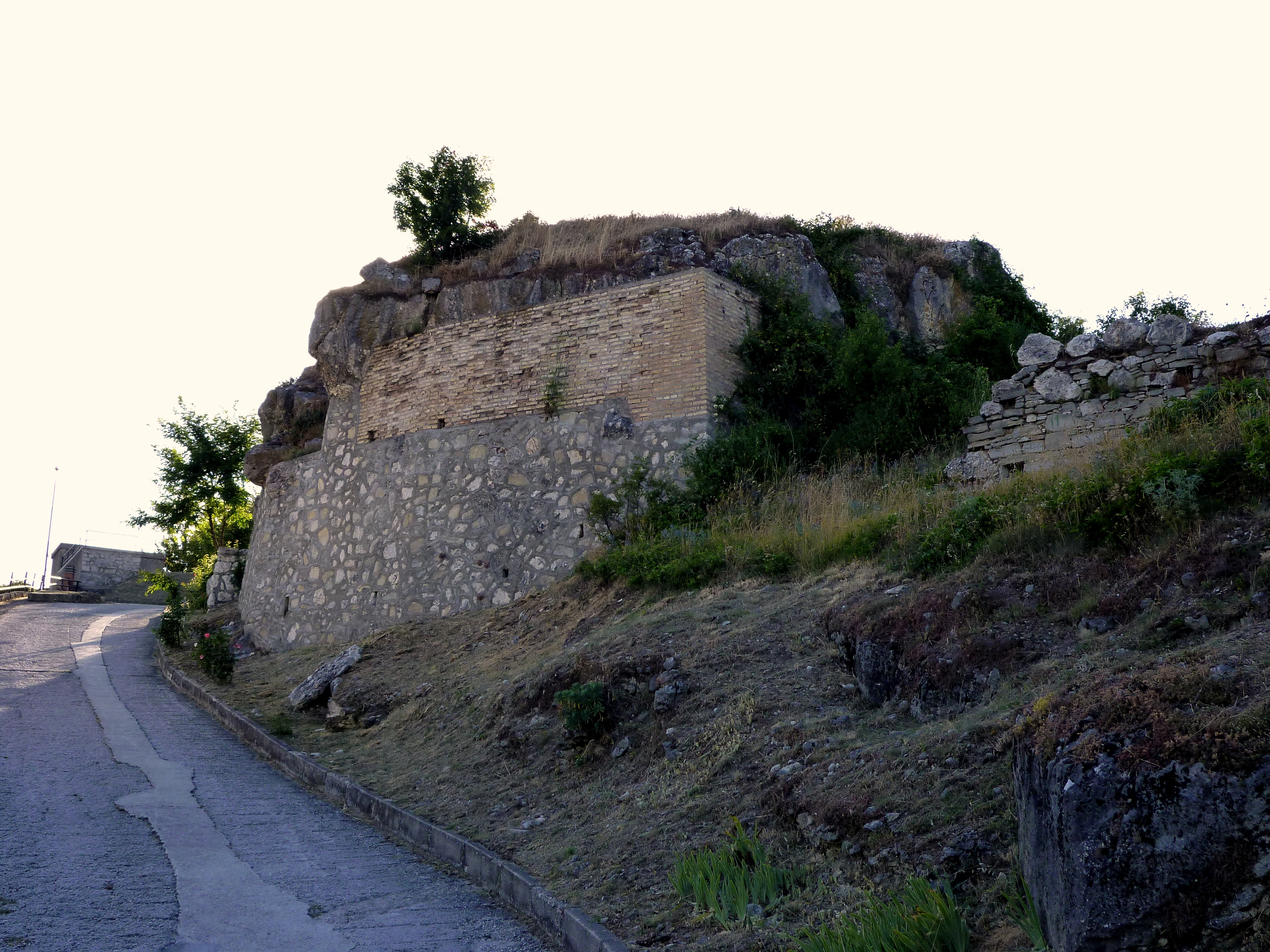
Castello Caldora

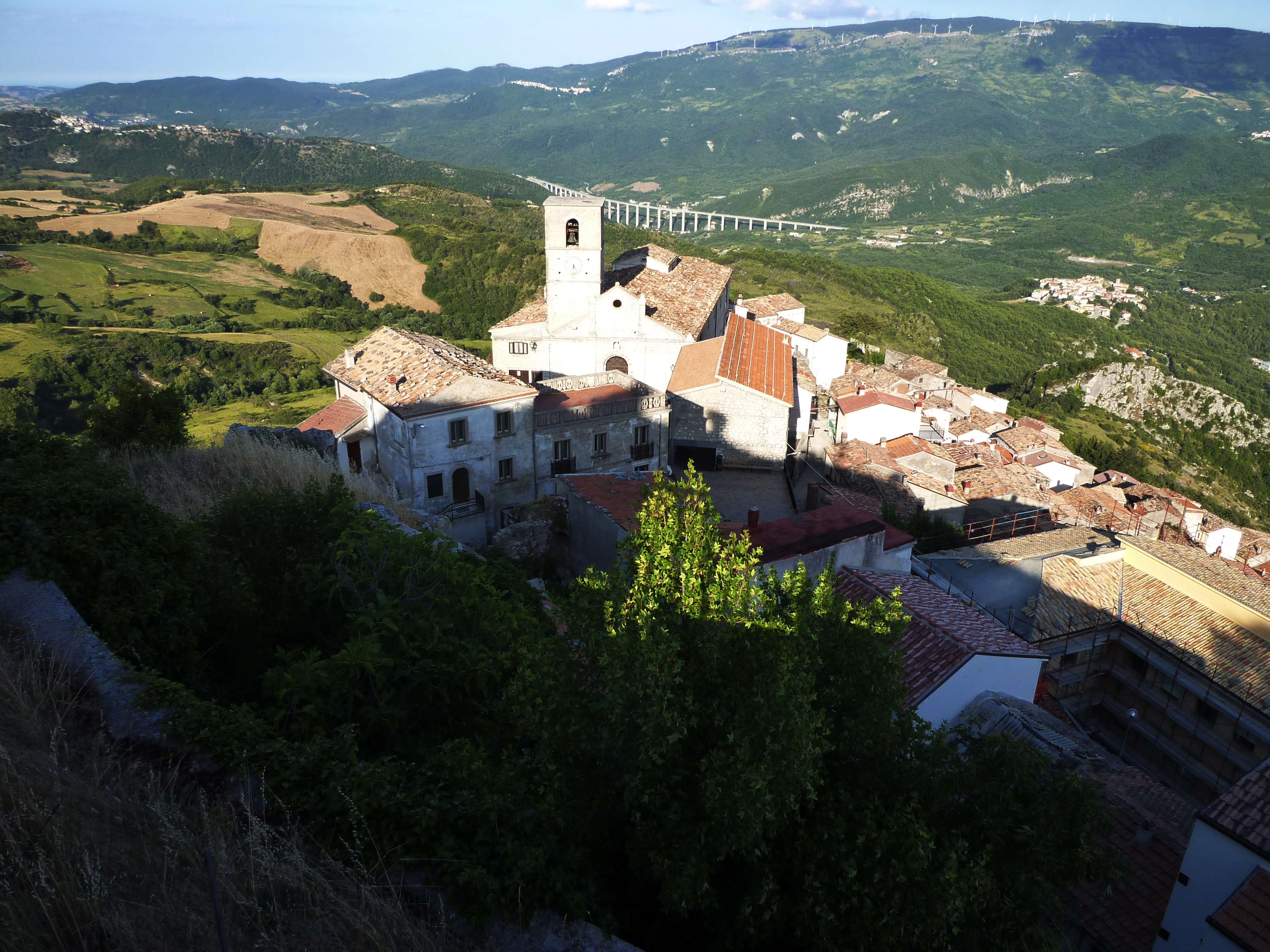
Blick auf Civitaluparella

Civitaluparella ist eine Gemeinde (comune) in Italien mit 284 Einwohnern (Stand: 31. Dezember 2023) in der Provinz Chieti in den Abruzzen. Sie liegt etwa 45,5 Kilometer südsüdöstlich von Chieti am Nordufer des Sangro und gehört zur Comunità Montana Medio Sangro.

## Verkehr
Durch die Gemeinde führt die Strada Statale 652 di Fondo Valle Sangro von Cerro al Volturno nach Fossacesia.